# Equilíbrio de mercado
O mercado de um bem encontra-se em equilíbrio quando há equivalência entre oferta e a demanda (ou procura) desse bem, ou seja, quando as quantidades oferecidas são iguais às quantidade procuradas desse bem.  O preço para o qual as quantidades oferecidas serão iguais às quantidades procuradas chama-se  preço de equilíbrio; a quantidade de equilíbrio é aquela  que iguala procura e oferta.
O equilíbrio é uma condição hipotética em que as forças do mercado são iguais e, na ausência de fatores exógenos, as variáveis micro e macroeconômicas permanecem estáveis. Em equilíbrio, num regime de concorrência perfeita, o preço de mercado é determinado pela oferta e demanda. Se a oferta se torna maior que a demanda, as empresas baixam os preços como forma de reduzir seus estoques. A quantidade ofertada cai, assim como o preço.
Se a demanda se torna maior que a oferta as empresas aumentam os preços dos produtos e a quantidade ofertada, fazendo  com que a demanda caia.
Nesses dois casos,  o mercado se estabiliza em um novo patamar de quantidade e preço.  O equilíbrio é restabelecido. Esse processo é governado por aquilo que Adam Smith  chama   "a mão invisível",  de modo a assegurar  a  harmonia entre os  interesses de produtores e  consumidores.
Mas se a demanda se tornar menor que a oferta as empresas baixam os preços dos produtos e a quantidade ofertada, fazendo com que a demanda suba.

## O Equilíbrio naEscola Austríaca de Economia
Diferente das abordagens tradicionais de equilíbrio, propostas por autores neoclássicos, que focam na análise de equilíbrio geral ou parcial e os problemas implicados por essa análise, os austríacos focam  no processo pelo qual os mercados atingem equilíbrio.
Mises sustenta essa opção pelo processo ao considerar que a teoria econômica austríaca é a teoria da ação humana e não da inação, sendo portanto necessário se analisar os preços que de fato ocorrem no mercado e não como aconteceriam em uma situação hipotética de equilíbrio.
Além do conceito de ação humana, outros diferenciais da Escola Austríaca levam seus autores para abordagens diferentes dos neoclássicos quanto ao equilíbrio de mercado. O mais importante desses diferenciais é certamente a percepção de tempo, que difere para cada escola.
Enquanto os neoclássicos entendem a passagem de tempo na concepção Newtoniana(estática), os austríacos adotam a noção de tempo real(dinâmico). Dessa forma, para o austríaco as condições estão sempre em mutação, sendo o equilíbrio um ponto impossível de ser atingido, já que, quando ele é atingido, as condições já mudaram criando a necessidade de novas operações para se buscar um novo ponto hipotético de equilíbrio.
Dessa forma, o equilíbrio econômico nunca é possível, mas existe uma tendência a ele.
Função Empresarial
Outro problema para os austríacos ante a abordagem neoclássica de equilíbrio é quanto a ideia de que os indivíduos seriam tomadores de preços, de onde então viriam os preços?
Para os neoclássicos esses preços seriam definidos por um “lance” inicial que receberia ofertas e demandas e, a partir daí, se adaptaria até encontrar seu equilíbrio. Esse modelo é conhecido como “leiloeiro walrasiano”.
Para a escola austríaca o preço não é dado no mercado, e sua formação traz questões de extrema importância.
Friendrich Hayek entende o processo de mercado como um mecanismo transmissor de informações, com as quais os indivíduos tentam coordenar seus planos por tentativa e erro. Quanto mais seguras as informações, mais acertos os indivíduos realizam e mais coordenado se torna o mercado em direção ao equilíbrio.
Kirzner condensa as ideias da escola austríaca ao considerar a função empresarial nesse ambiente de coordenação.
Para Kirzner, a essência da função empresarial é identificar no mercado bens em situação de desequilíbrio e, ao corrigir esse desequilíbrio, gerar lucro. Esse processo de correção de desequilíbrio para obter lucro respeita a ideia inicial de Mises de que o estudo da escola austríaca é o da ação humana. Para Mises o indivíduo só age para sair de uma situação de menor conforto para uma situação de maior conforto, a busca pelo lucro é, portanto, resultado da ação humana. Ao corrigir desequilíbrios, essa ação humana coordena o processo de mercado em direção ao equilíbrio, porém, nunca o atinge, precisando se adaptar constantemente para buscar novos desequilíbrios que possam se converter em lucro.